# Hôpital Umberto I
L'hôpital Umberto I (nom officiel en italien Policlinico Umberto I) est le plus important hôpital de Rome. Il abrite une faculté de médecine et de chirurgie rattachées à l'Université La Sapienza de Rome. C'est par sa taille et son nombre de lits (1 200) le plus important hôpital d'Italie.

## Historique
Construit de 1883 à 1903 dans les quartiers Tiburtino et Nomentano, sous l'impulsion du ministre de l'Instruction publique Guido Baccelli et du medecin Francesco Durante, il tient son nom du roi Humbert Ier. Il s'agit d'un bâtiment typique de l'époque éclectique.
L'hôpital est considéré comme le deuxième hôpital public italien par sa taille (avec environ 1 200 lits) après la polyclinique Sant'orsola-Malpighi de l'hôpital de Bologne. 
Vittorio Ascoli, directeur à partir de 1917, fait construire la Bibliothèque médicale de l'hôpital, ouverte en 1925.
En 2006, un journaliste d'investigation, Fabrizio Gatti, a enquêté tout au long du mois de décembre sur la dégradation des conditions sanitaires de l'hôpital. Le reportage est diffusé par l'hebdomadaire L'Espresso sous le titre : « L'hôpital des horreurs »,.

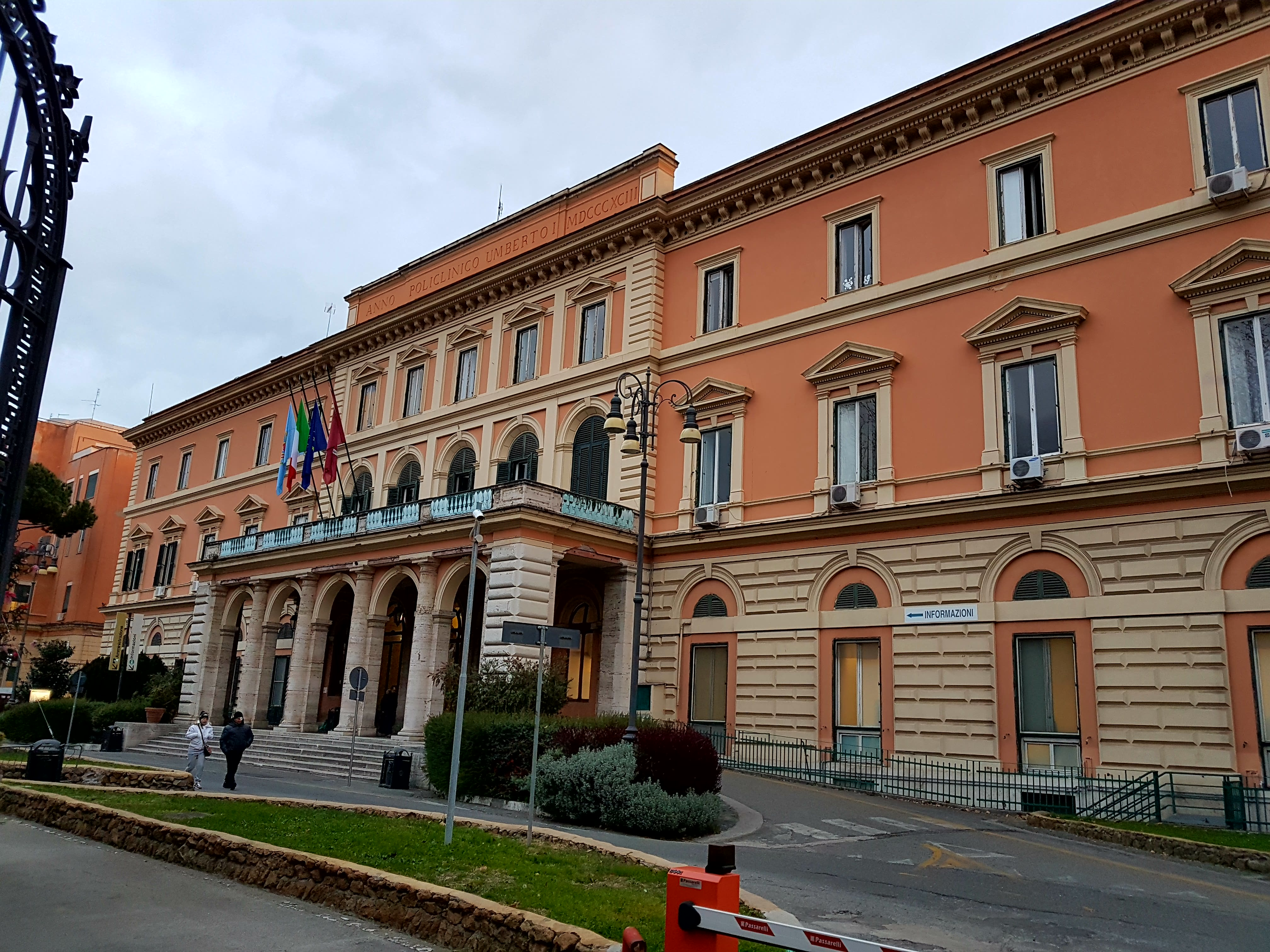
Pavillon de l'hôpital
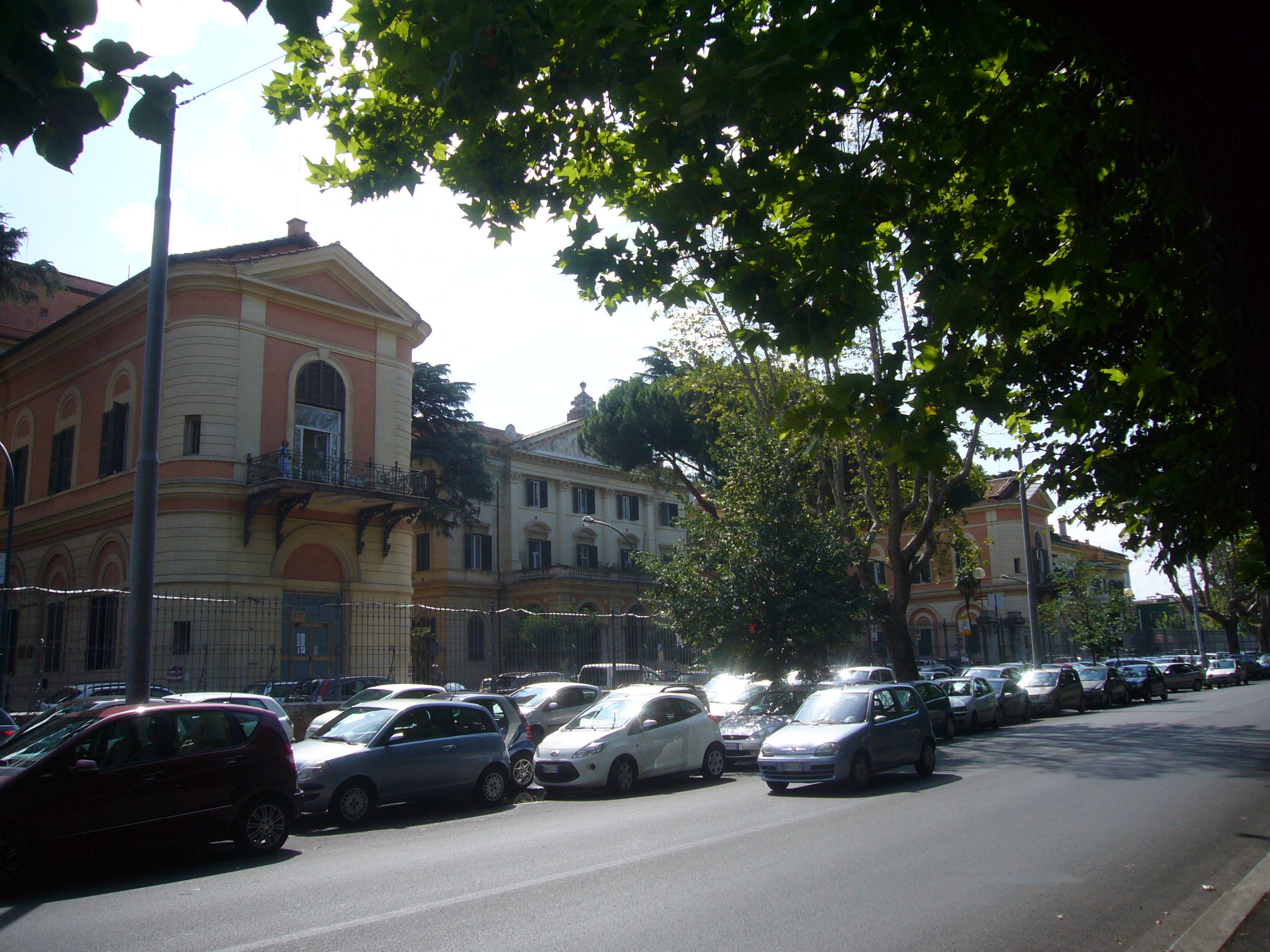
Pavillon de l'hôpital

## Accès
L'hôpital Umberto I est accessible par la ligne B du métro de Rome à la station Policlinico.